# Сам Шепърд
Сам Шепърд (1943 – 2017) (на английски: Sam Shepard) е американски писател, актьор и режисьор.

## Биография и творчество
Той е роден на 5 ноември 1943 година във Форт Шеридан край Чикаго в селско семейство. През 60-те години започва да се занимава с театър в Ню Йорк, издава няколко сборника с разкази и есета, пише пиеси. За пиесата „Погребаното дете“ получава награда „Пулицър“ през 1979 година. Освен това той се снима и режисира телевизионни и кино филми, през 1983 година е номиниран за „Оскар за поддържаща роля“ за участието си в „Истински неща“ (The Right Stuff).

## Произведения

### Пиеси
- Cowboys (1964)
- The Rock Garden (1964)
- Chicago (1965)
- Icarus's Mother (1965)
- 4-H Club (1965)
- Red Cross (1966)
- La Turista (1967)
- Cowboys #2 (1967)
- Forensic & the Navigators (1967)
- The Unseen Hand (1969)
- Oh! Calcutta! (1969) – включва скици
- The Holy Ghostly (1970)
- Operation Sidewinder (1970)
- Mad Dog Blues (1971)
- Back Bog Beast Bait (1971)
- Cowboy Mouth (1971) – с Пати Смит
- The Tooth of Crime (1972)
- Geography of a Horse Dreamer (1974)
- Action (1975)
- Angel City (1976)
- Suicide in B Flat (1976)
- Inacoma (1977)
- Curse of the Starving Class (1978)
- Buried Child (1978)
- Tongues (1978) – с Джоузеф Чайкин
- True West (1980)
- Savage Love (1981) – с Джоузеф Чайкин
- Fool for Love (1983)
- A Lie of the Mind (1985)
- A Short Life of Trouble (1987)
- States of Shock (1991)
- Simpatico (1993)
- Eyes for Consuela (1998)
- The Late Henry Moss (2000)
- The God of Hell (2004)
- Kicking a Dead Horse (2007)
- Ages of the Moon (2009)

### Сборници
- Hawk Moon (1973)
- Motel Chronicles (1983)
- Seven Plays (1984)
- Fool for Love and Other Plays (1984)
- The Unseen Handand Other Plays (1996)
- Cruising Paradise (1996)
- Great Dream of Heaven (2003)
- Rolling Thunder Logbook (2004)
- Day out of DaysStories (2004)

### Издадени на български
- Великият копнеж по рая – сборник с разкази, изд.: „Бард“ (2007)
- Онзи в мен – роман, изд.: „Лист“ (2018)

### Избрана филмография като актьор
- „Райски дни“ (Days of Heaven, 1978)
- „Истински неща“ (The Right Stuff, 1983)
- „Хамлет“ (Hamlet, 2000)
- „Блек Хоук“ (Black Hawk Down, 2001)
- „Парола: Риба меч“ (Swordfish, 2001)
- „Тетрадката“ (The Notebook, 2004)
- „Паяжината на Шарлот“ (Charlotte's Web, 2006)
- „Убийството на Джеси Джеймс от мерзавеца Робърт Форд“ (The Assassination of Jesse James by the Coward Robert Ford, 2007)
- „Престъпник“ (Felon, 2008)
- „Мъд“ (Mud, 2012)
- „У дома през август“ (August: Osage County, 2013)